# BF Весов
BF Весов (лат. BF Librae) — одиночная переменная звезда в созвездии Весов на расстоянии (вычисленном из значения параллакса) приблизительно 12706 световых лет (около 3896 парсеков) от Солнца. Видимая звёздная величина звезды — от +14,5m до +13,5m.

## Характеристики
BF Весов — пульсирующая переменная звезда типа RR Лиры (RRAB).